# Gottfried August Knoche

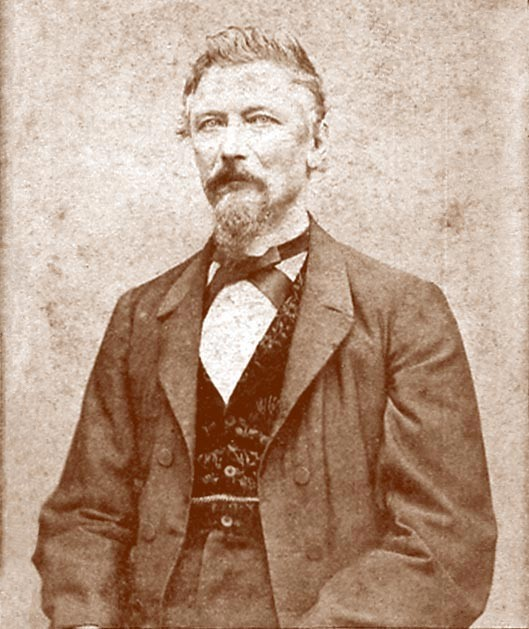
Gottfried Knoche

Gottfried August Knoche (* 17. März 1813 vermutlich in Halberstadt; † 2. Januar 1901) war ein deutscher Arzt und Gründer des Hospitals San Juan de Dios in La Guaira. Er wirkte in Venezuela und entwickelte eine Methode zur Mumifizierung.

## Leben
Knoche studierte Medizin an der Universität in Freiburg, wo er 1837 die Doktorwürde erlangte (erneuert 1845 an der Universidad Central de Venezuela).
Im Jahr 1840 ging Knoche mit seiner Frau und zwei vertrauten Krankenschwestern nach Venezuela, um in der damals starken deutschen Kolonie in La Guaira als Arzt zu wirken. Er gilt als einer der Gründer des dortigen Hospitals San Juan de Dios. Knoche erlangte durch sein Wirken während der verheerenden Choleraepidemie 1854–1856 hohes Ansehen bei der ansässigen Bevölkerung. Außerdem war er bekannt für seine Mildtätigkeit armen Patienten gegenüber, die er behandelte, ohne dafür Geld zu verlangen, während er von Reichen das Doppelte kassierte.
1880 kaufte Knoche die Hacienda Buena Vista, gelegen auf 1015 m am Berg El Palmar de Cariaco nahe Macuto. Während seine Frau nach Deutschland zurückkehrte, weil sie erklärtermaßen die Einsamkeit von Buena Vista ebenso wenig ertragen konnte wie die Hitze von La Guaira, lebte und forschte der Doktor – begleitet von den beiden mitgebrachten Krankenschwestern Amalie und Josephine Weimann – bis zu seinem Lebensende in seinem 'Schwarzwaldhaus' auf der alten Kaffeehacienda.

## Mumifizierung
Schon während seiner Zeit im Krankenhaus in La Guaira hatte Knoche ein Serum zur Mumifizierung gefunden, das er zunächst Tieren, später auch einem im Krankenhaus verstorbenen Fischer und Soldaten der Föderation namens José Pérez injizierte, dessen Leiche von keinen Angehörigen zur Bestattung eingefordert wurde. Während der Körper des so genannten El Coriano zunächst uniformiert im Haus der Knoches auf Buena Vista verweilte, verschwand die Leiche eines weiteren angeblichen Versuchsobjektes – eines gaunerhaften Fischers, bezeichnet als El Pescador de Oro – spurlos.
Zeitlich noch vor dem Kauf von Buena Vista liegen der Tod und die Mumifizierung von Knoches Tochter Anna Müller. Wenig später ließ der Arzt und Forscher – bereits im Besitz der Hacienda – ein Laboratorium auf, sowie ein Mausoleum in ca. 200 m Entfernung von seinem Hof errichten. Während er im ersteren seine – vermutlich auf Aluminiumchlorid basierende – Mumifizierungsformel weiterentwickelte, sollte das Mausoleum zum Grab für seine Tochter, deren Ehemann, weiterhin für Doktor Knoches Bruder, die treuen Krankenschwestern und letztlich für Doktor Knoche selbst werden. Auf dessen Anweisung hin injizierte die Krankenschwester Amalie Weimann ihm die Lösung am 2. Januar 1901 und sein Körper wurde wie die der vor ihm abgelebten Verwandten in der für ihn vorgesehenen Nische des Mausoleums aufgebahrt. Ihm folgte 25 Jahre später nur noch der Leichnam von Amalie Weimann. Knoche hatte das Geheimnis seiner Formel mit ins Grab genommen, seiner Krankenschwester und Freundin hatte er jedoch eine Injektion hinterlassen.

## Im Mausoleum beigesetzte Personen
- Anna Müller (geb. Knoche, Tochter von G.A. Knoche) 10. Juni 1840 – 23. Januar 1879
- Heinrich Müller (Ehemann von Anna) 2. November 1822 – 7. April 1881
- Wilhelm Knoche (Bruder von G.A. Knoche) 17. September 1817 – 7. September 1874
- Josephine Weimann (Krankenschwester, Schwester von Amalie) 29. Juni 1830 – ?
- Gottfried August Knoche 17. März 1813 – 2. Januar 1901
- Amalie Weimann (Krankenschwester, Schwester von Josephine) 2. Februar 1838 – ?.1926

## Nachgeschichte
Mit der Beisetzung von Amalie Weimann im Mausoleum durch den damaligen deutschen Konsul in La Guaira füllte man die letzte der sechs Nischen des Mausoleums, postierte den sich noch immer in der Bibliothek der Hacienda befindenden Coriano als „Wache“ vor dem Familiengrab und verschloss die massive Eisentür. Anders als es der letzte Wille der Krankenschwester gewesen war versenkte man den Schlüssel des Mausoleums aber nicht im Meer, sondern warf ihn durch das vergitterte Fenster, das wohl zur Beobachtung des Verfallsprozesses auf Anweisung Knoches in der Wand gelassen worden war, zurück ins Innere des Gebäudes. Es dauerte nicht lange, bis sich einige der zahlreichen Touristen und Studenten, die angezogen von der Geschichte des mysteriösen Arztes das Mausoleum und die Hacienda besuchten, Zugang zum Inneren des Grabbaus verschafft hatten. Von da ab begannen der Verfall des Anwesens und vor allem die Misshandlung der Leichname – vornehmlich dessen von José Pérez. Augenzeugen berichten, dass schon wenig später kein ganzer Körper, sondern nur noch Leichenteile zu finden gewesen sein sollen, welche später auf behördliche Anordnung beigesetzt wurden. Der Großteil der im Mausoleum befindlichen Mumien aber verschwand spurlos und noch heute spekuliert man über ihren Verbleib.